# 钩刺金合欢
钩刺金合欢是豆科金合欢属灌木，原产非洲。其托叶刺短，呈倒钩状。

## 亚种
本种有以下亚种：
- 钩刺金合欢（原亚种）：荚果8–14厘米宽，花序梗1–2厘米长；分布于安哥拉、纳米比亚。
- 窄荚钩刺金合欢 ：荚果6–9.5厘米宽,花序梗0.4–1(–1.3)厘米长；分布于苏丹、埃塞俄比亚、索马里、乌干达、肯尼亚。